# Patrik Aspers
Patrik Aspers, född 1970, är en svensk sociolog verksam vid universitet i St. Gallen i Schweiz, där han innehar lärostolen i sociologi. Aspers har verkat vid flera universitet, främst vid Uppsala universitet, där han var innehavare av den äldsta sociologi-lärostolen i Sverige (1947 då Torgny Segerstadt tillträdde som första svenska professor i sociologi), Stockholms universitet och Max Planck Institute for the Study of Societies, men också vid Textilhögskolan i Borås.

## Verk
Aspers var ordförande för Sveriges Sociologförbund 2010–2012. Aspers forskning har fokuserats på ekonomisk sociologi, och särskilt marknader. Aspers myntade begreppet “estetisk marknad” (2001), vilket avser marknader som saknar objektiva kriterier för att värdera varan eller tjänsten. Mode och konstmarknader är empiriska exempel.